# Rüdiger Pamp
Rüdiger Pamp (* 25. Januar 1961) ist ein deutscher Jurist. Er ist seit dem 6. September 2010 Richter am Bundesgerichtshof, seit dem 12. November 2018 Vorsitzender Richter.

## Leben und Wirken
Pamp trat nach Abschluss seiner juristischen Ausbildung 1990 in den Justizdienst des Landes Nordrhein-Westfalen ein und war zunächst bei dem Land- und Amtsgericht Bonn eingesetzt. Nach einer Abordnung als Juristischer Mitarbeiter in der Verwaltungsabteilung an das Oberlandesgericht Köln wurde er 1994 zum Richter am Landgericht Bonn ernannt. 1998 bis 2001 war er als wissenschaftlicher Mitarbeiter an den Bundesgerichtshof abgeordnet. 2002 erfolgte seine Ernennung zum Richter am Oberlandesgericht Köln.
Am Bundesgerichtshof war Pamp zunächst Mitglied des XI. Zivilsenats, dem im Wesentlichen Verfahren aus den Gebieten des Bank-, Börsen- und Wertpapierrechts zugewiesen sind. 2011 bis 2013 gehörte er außerdem dem Dienstgericht des Bundes an. Seit 2012 war er für das Dienstgericht als stellvertretendes Mitglied in den Gemeinsamen Senat der obersten Gerichtshöfe des Bundes entsandt.
Mit seiner Ernennung zum Vorsitzenden Richter am Bundesgerichtshof wies dessen Präsidium Pamp den Vorsitz in dem im Wesentlichen für Rechtsstreitigkeiten aus dem Werkvertragsrecht, über die Vertragsverhältnisse der Handelsvertreter und über Franchiseverträge sowie für das Zwangsvollstreckungsrecht, insbesondere das Recht der Zwangsvollstreckung in bewegliche Sachen und Forderungen zuständigen VII. Zivilsenat zu. Außerdem ist Pamp Vorsitzender des Dienstgericht des Bundes.